# Annerstads kyrka

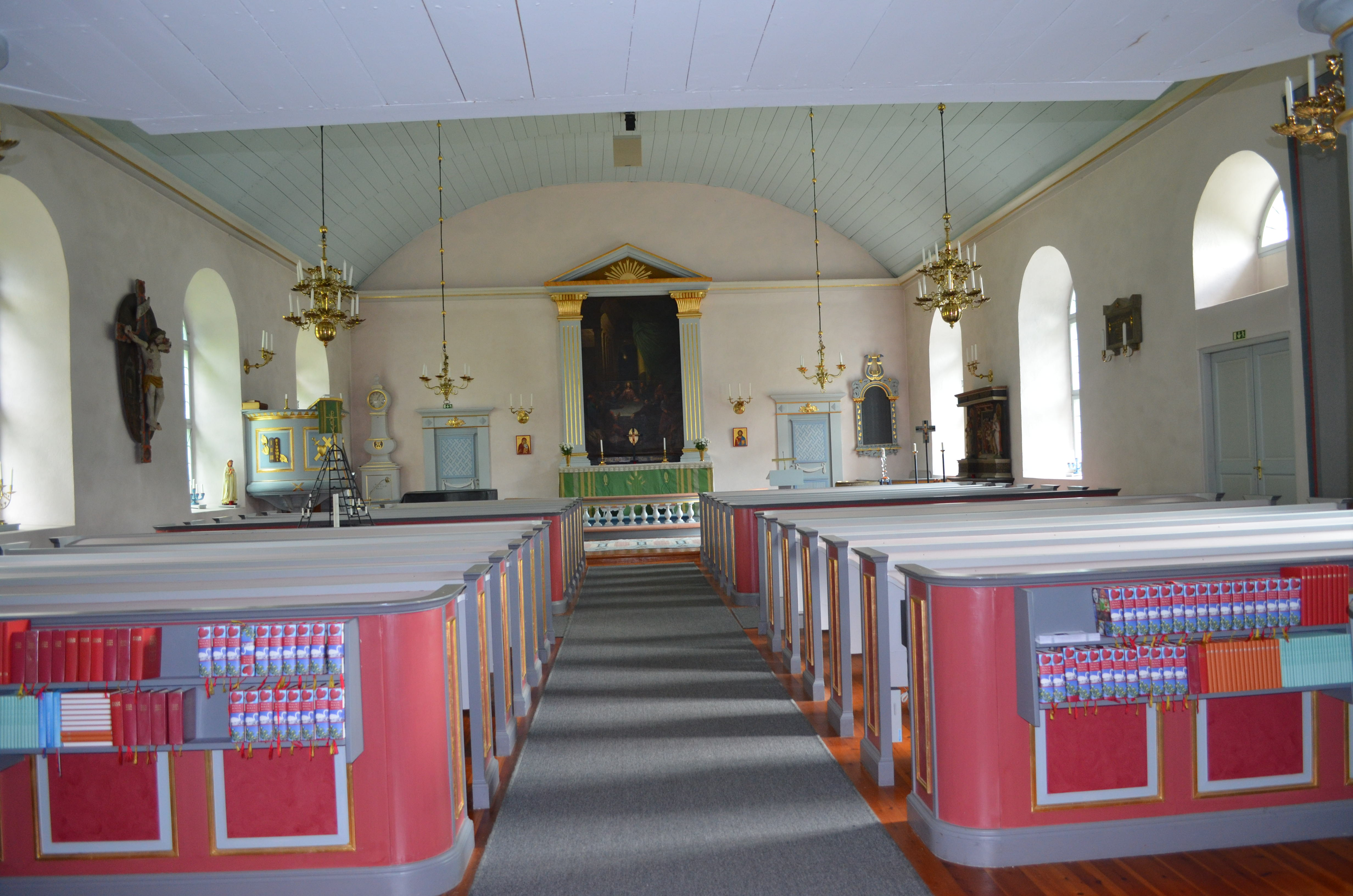
Annerstads kyrkas kyrkosal

Annerstads kyrka är en kyrkobyggnad i Annerstad i Växjö stift. Den är församlingskyrka i Annerstads församling. Omkring trehundra meter väster och norr om kyrkan flyter Bolmån förbi.

## Kyrkobyggnaden
En medeltida kyrka uppfördes omkring år 1200. Den var byggd av gråsten och bestod av långhus med kor och absid. På en sockenstämma den 29 september 1822 fattades beslut att ersätta medeltidskyrkan med en ny.
Nuvarande kyrkobyggnad uppfördes åren 1823-1824 i nyklassicistisk stil under ledning av länsbyggmästaren Peter Österlöf och efter ritningar av arkitekt Johan Abraham Wilelius. 30 juli 1826 invigdes kyrkan av biskop Esaias Tegnér.
Kyrkan har en stomme av sten och består av rektangulärt långhus med korvägg och bakomliggande halvrund sakristia i öster och torn i väster. Tornet där huvudingången är belägen avslutas med en sluten lanternin krönt av ett kors.
Ytterväggarna är vitkalkade och yttertaket är belagt med kopparplåt.
Interiören är av salkyrkotyp med tak av trätunnvalv.

## Inventarier
- En dopfunt, dekorerad med djurbilder, är från omkring år 1200.
- Ett triumfkrucifix är från senmedeltiden.
- Altaruppsats från 1643 med motiv: Nattvardens instiftelse.
- Altartavlan är målad 1834 av kaptenen och konstnären Salomon Andersson i Växjö. Tavlan skildrar "Nattvardens instiftande" och är en kopia av en altartavla, i Växjö domkyrka, som är målad 1733 av Georg Engelhard Schröder.
- Altaruppställningen som omramar altartavlan tillkom 1824 och består av två pilastrar krönt av ett trekantigt överstycke med en strålsol.
- Altarring med svarvade balusterdockor.
- Predikstol i empirestil, rundformad korg prydd med förgyllda symboler.
- Öppen bänkinredning från 1902,ombyggd 1955.
- Orgelläktare med utsvängt mittstycke. Mittstycket prytt med Karl XIV Johans namnchiffer.
- Golvur.
- Lillklockan är från 1582 och skänkt till kyrkan av kung Johan III.

## Orgel
- Ursprungliga orgeln med 11 stämmor är byggd 1826 av orgelbyggaren Johan Petter Åberg, Vassmolösa.
- Orgeln blev ombyggd 1886 av Carl August Johansson, Hovmantorp.
- 1931 byggdes en helt ny orgel av A. Mårtenssons Orgelfabrik AB, Lund. Orgeln är pneumatisk. Fasaden är från 1826 års orgel.

| Manual I            | Manual II           | Pedal      | Koppel   |
| Borduna 16´         | Rörflöjt 8´         | Subbas 16´ | I/P      |
| Principal 8´        | Salicional 8´       | Ekobas 16´ | II/P     |
| Flûte harmonique 8´ | Gamba 8´            | Cello 8´   | II/I     |
| Oktava 4´           | Voix céleste 8'     |            | I 4'/I   |
| Trumpet 8'          | Flûte octaviante 4' |            | II 16'/I |
|                     |                     |            | II 4'/I  |

- 1990 orgeln med 15 stämmor en rekonstruktion av den ursprungliga Åbergorgeln tillverkad av Walter Thür Orgelbyggen.

### Webbkällor
- anläggningspresentation
- byggnadspresentation
- Ljungby kyrkliga samfällighet